# Sin-siang
Sin-siang (čínsky pchin-jinem Xīnxiāng, znaky 新乡) je městská prefektura v Čínské lidové republice. Patří k provincii Che-nan.
Rozloha celé prefektury je 8 296 čtverečních kilometrů a v roce 2010 zde žilo bezmála šest milionů obyvatel, většinou Chanů; v roce 2020 žilo v prefektuře už šest a čtvrt miliónu obyvatel.

## Poloha a doprava
Sin-siang leží v severní části provincii Che-nan u řeky Wej-che. Prefektura hraničí na jihozápadě s Čeng-čou, hlavním městem provincie, na jihovýchodě s Kchaj-fengem, s Che-pi a s An-jangem na severu, s Ťiao-cuo na západě, s provincií Šan-si na severozápadě a s provincií Šan-tung na východě.
Město je železničním uzlem. Od severu k jihu přes něj vede železniční trať Peking – Kanton. Dále odtud vedou tratě Sin-siang – Jüe-šan do Ťiao-cuoa a Sin-siang – Jen-čou do Ťi-ningu.

## Správní členění
Městská prefektura Sin-siang se člení na jedenáct celků okresní úrovně, a sice čtyři městské obvody, tři městské okresy a pět okresů.
Městský okres Čchang-jüan byl od 1. ledna 2014 do roku 2019 vyčleněn ze Sin-siangu a přímo podřízen vládě provincie Che-nan.
| 3 4 1 2 okres · Sin-siang okres · Chuo-ťia okres · Jüan-jang okres · Jen-ťin okres · Feng-čchiou městský okres · Wej-chuej městský okres · Chuej-sien městský okres · Čchang-jüan 1. Feng-čchüan 2. Mu-jie 3. Chung-čchi 4. Wej-pin |        |                       |             |                                         |
| Název | Název  | Počet obyvatel (2020) | Rozloha km² | Hustota zalidnění (obyv. na km²) (2020) |
| český přepis | znaky  | Počet obyvatel (2020) | Rozloha km² | Hustota zalidnění (obyv. na km²) (2020) |
| Městské obvody |        |                       |             |                                         |
| Chung-čchi | 红旗区 | 607 515               | 158         | 3 857                                   |
| Wej-pin | 卫滨区 | 239 956               | 65          | 3 705                                   |
| Feng-čchüan | 凤泉区 | 148 168               | 115         | 1 287                                   |
| Mu-jie | 牧野区 | 378 775               | 98          | 3 862                                   |
| Městské okresy |        |                       |             |                                         |
| Čchang-jüan | 长垣市 | 905 436               | 1 040       | 871                                     |
| Wej-chuej | 卫辉市 | 476 867               | 859         | 555                                     |
| Chuej-sien | 辉县市 | 845 588               | 1 686       | 502                                     |
| Okresy |        |                       |             |                                         |
| Sin-siang | 新乡县 | 354 688               | 392         | 905                                     |
| Chuo-ťia | 获嘉县 | 398 137               | 469         | 848                                     |
| Jüan-jang | 原阳县 | 749 199               | 1 308       | 573                                     |
| Jen-ťin | 延津县 | 443 068               | 885         | 501                                     |
| Feng-čchiou | 封丘县 | 704 532               | 1 221       | 577                                     |
| |        |                       |             |                                         |
| Celkem | Celkem | 6 251 929             | 8 296       | 754                                     |